# سناء محيدلي
سناء يوسف محيدلي (14 أغسطس 1968 - 9 أبريل 1985) فتاة لبنانية من مواليد عنقون بقضاء صيدا في جنوب لبنان من كوادر الحزب السوري القومي الاجتماعي. كانت أولَ فتاة فدائية تفجِّر نفسها في جيش الاحتلال الإسرائيلي في جنوب لبنان.

## حياتها
ولدت سناء يوسف محيدلي في قرية عنقون قضاء صيدا، في 14 أغسطس (آب) 1968، ولها أربعة إخوة. عملت في مِنطقة المصيطبة في متجر لأشرطة الفيديو حيث قامت لاحقًا بتسجيل وصيَّتها. انضمَّت إلى صفوف الحزب السوري القومي الاجتماعي العامل مع جبهة المقاومة الوطنية اللبنانية مطلع العام 1985، متأثِّرة بسيرة المناضل وجدي الصايغ الذي نفَّذ عملية استشهادية على معبر جزين- كفرحونة في قوات الاحتلال الإسرائيلية.

## العملية
صباح يوم الثلاثاء 9 أبريل (نيسان) 1985، اقتحمَت محيدلي وهي في السابعةَ عشرةَ من عمرها، بسيارة بيجو 504 بيضاء اللون ومفخَّخة بأكثرَ من 200 كلغ من مادَّة تي إن تي، تجمُّعًا لآليات جيش الاحتلال الإسرائيلي على مَعبَر باتر- جزين، مفجّرة نفسها وسط التجمُّع الذي كان ينظم المرحلة الثانية من الانسحاب من القطاع الشرقي لجنوب لبنان.

## نتائج العملية
تناقلت وسائلُ الإعلام المحلِّية والعالمية أنباءَ عمليتها الاستشهادية، واعترفت إسرائيل بالعملية وتناولت وسائلُ إعلامها الخبر وحذَّرت جنودها من عمليات أُخرى مشابهة، وأعلنت إذاعةُ الجيش الإسرائيلي أن خبرًا عاجلًا وصلها من الناطق العسكري الإسرائيلي في قيادة الشمال مُفاده أن ضابطَين من الجيش الإسرائيلي صُرعا وأن جنديين آخرَين أُصيبا بجروح من جرَّاء انفجار سيارة مفخَّخة في نقطة عبور باتر- جزين في لبنان، وأن السيارة المفخَّخة وصلت من الشمال (بيروت)، وانفجرت عندما اقترب الجنودُ من الحاجز لتفتيشها.
طلبت سناء في وصيَّتها الأخيرة قبل تنفيذ عمليتها أن يسمُّوها «عروس الجنوب»، وشاع فيما بعدُ استعمال هذا اللقب لها، وصارت أحدَ رموز المقاومة الشعبية اللبنانية والعربية، وسُمِّيت باسمها الشوارعُ والساحات والمدارس. كما كُتبَت العديد من القصائد بالعربية لتمجيدها، ومدحَها الكثيرُ من السياسيين العرب بعد استشهادها. وغنَّى المطرب محمد منير أغنية شهيرة من كلمات جمال بخيت وألحان عبد العظيم عويضة إهداءً لروح الشهيدة كان مطلعها: (اتحدَّى لياليك يا هروب واتوضَّى بصهدك يا جنوب).. وفيها يقول: (أشلائك بتلم جراحي يرتعش الغدر وترتاحي).

## بعد الرحيل
احتفظت إسرائيل بأشلائها حتى يوليو (تموز) 2008 حين أعادت رُفاتها بعد مفاوضات جرت بين حزب الله وحكومة إسرائيل لتبادل الأسرى وجُثث المقاتلين بين الطرفين. تسلَّمَت قيادة الحزب السوري القومي الاجتماعي رُفاتها في 21 تموز 2008، وسلَّمتها لذويها لتُدفنَ في مسقط رأسها في عنقون.

## وصلات خارجية
- موقع باسم سناء محيدلي (ليس رسمي)
- مقطع فيديو يصور وصية سناء قبل تنفيذ عمليتها (5.8 ك ب، 7.39 دقيقة)